# Münzeinwurf

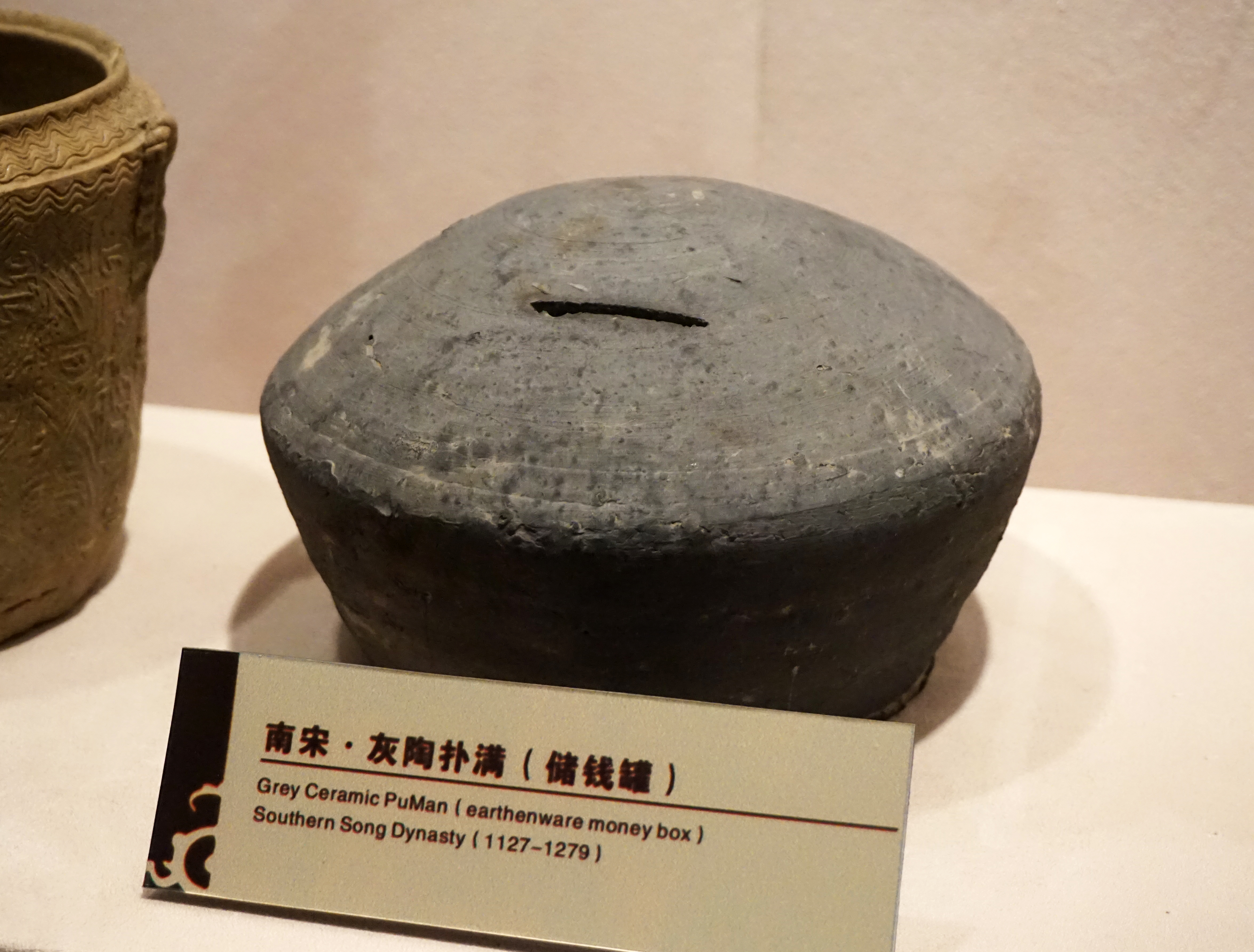
Spardose; laut Objektbeschreibung aus der südlichen Song-Dynastie, 1127–1279

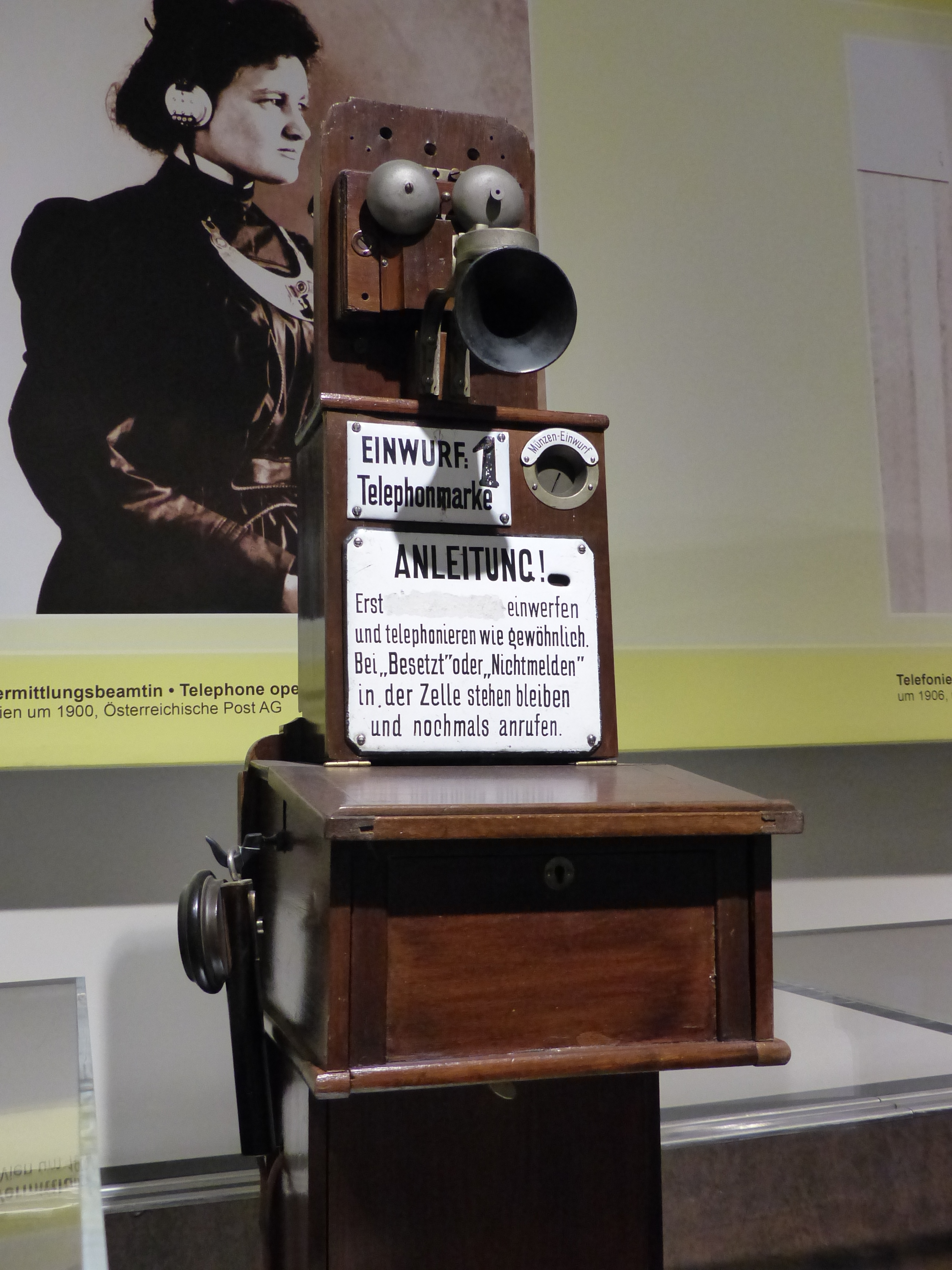
Münztelefon in Wien 1903, Technisches Museum Wien; der Münzeinwurf ist hier mit "Münzen-Einwurf" überschrieben

Ein Münzeinwurf (auch Münzschlitz, Einwurfschlitz) ist eine Öffnung in einem Gefäß oder Gerät, die zur Aufnahme von Geld- oder anderen Münzen, etwa Wertmarken oder Jetons, dient.
Ihre Form entspricht meist einem Schlitz, der so bemessen ist, dass eine mit der schmalen Seite zuerst eingegebene Münze gerade so hineinpasst.
Sollen mehrere Münzen gleichzeitig eingegeben werden (z. B. an Münzzählautomaten), so sind große Öffnungen mit runder, ovaler oder rechteckiger Form geläufig.
Als Münzeinwurf wird auch der Akt des Einwerfens der Münze in den Münzeinwurf bezeichnet.
Diese Tatsache ist Basis des Sketches Parkgebühren von Loriot über eine Politesse (gespielt von Evelyn Hamann), die einen Autofahrer darüber belehrt, dass an einer Parkuhr ein „Münzeinwurf in den für den Münzeinwurf vorgesehenen Münzeinwurf“ zu erfolgen habe. Hier wird die deutsche Beamten- und Juristensprache aufs Korn genommen.

## Gefäße zur Geldsammlung
Gefäße, die mit einem Münzeinwurf ausgestattet sind, dienen unmittelbar dem Sammeln von Münzen, wie etwa Spardosen oder Klingelbeutel. In diesen Fällen sind sie gelegentlich gegen versehentliches Herausfallen von Münzen gesichert. Das kann dadurch erreicht werden, dass unmittelbar vor oder nach dem Münzeinwurf mittels biegsamen Materials (z. B. Kunststoff oder Metall) der Einwurfschlitz verengt wird. Beim Einwurf einer Münze kann der aus der Verengung resultierende Widerstand überwunden werden. Wird das Gefäß jedoch umgedreht, so können die Münzen nicht alleine aufgrund der Schwerkraft herausfallen, weil der Widerstand dem entgegensteht.

## Geräte
Bei Geräten, die mit einem Münzeinwurf ausgestattet sind, dient dieser zur Aufnahme der Münze, mit der die Leistung bezahlt werden soll, die das Gerät – einmalig oder zeitlich begrenzt – erbringen soll. Das Gerät besitzt dann ein Gefäß zur Sammlung des Geldes. Dazu können – je nach dem Preis der Leistung – auch mehrere Münzen erforderlich sein.
In Frage kommen z. B. Münzautomaten, Münzfernsprecher, Parkuhren, Musicboxen, Münzwaschmaschinen und Geldspielgeräte. Zugangsautomaten gewähren oder verweigern in Verbindung mit Drehkreuzen in Abhängigkeit von der Entrichtung eines Eintrittsgelds Zugang zu bestimmten Örtlichkeiten.
Auch Fahrgeschäfte auf Jahrmärkten können mit einem Münzeinwurf ausgestattet sein; dann beginnt die Fahrt mit dem Einwurf der Münze (z. B. bei Autoscootern). Ebenso kann die Abgabe elektrischer Energie über einen Kassierzähler erfolgen.
Bei solchen Geräten ist der Münzeinwurf häufig mit Sicherungen versehen, die verhindern sollen, dass unerwünschte Materialien (falsche oder sonst unerwünschte Münzen, Abfall, Sabotagemittel wie Draht, Zahnpasta) in den Einwurf gelangen. Hierfür eignen sich z. B. Münzschieber. Um festzustellen, ob ausschließlich erwünschte Münzen eingegeben wurden (und dies in der richtigen Zahl bzw. Wertigkeit), ist dem Münzeinwurf oft ein Münzprüfer nachgelagert.